# Jean Guillaume de La Fléchère
Jean Guillaume de La Fléchère (12 septembre 1729 - 14 août 1785) est un théologien anglais, né à Nyon en Suisse. Il est plus connu sous son nom anglicisé de John William Fletcher. Fletcher est un contemporain de John Wesley (le fondateur du méthodisme), un interprète clé de la théologie wesleyenne au XVIIIe siècle et l'un des premiers grands théologiens du méthodisme. Fletcher est réputé en Grande-Bretagne pour sa piété et sa générosité ; lorsqu'on lui demande s'il a des besoins, il répond : « [...] je ne veux que plus de grâce ».

## Jeunesse
Il fit ses études à Genève, mais, préférant une carrière militaire à une activité administrative, il alla à Lisbonne et s’enrôla dans l'armée. Un accident l'empêcha de naviguer avec son régiment au Brésil, et après une visite en Flandre, où un oncle lui proposa de lui obtenir une commission, il se rendit en Angleterre en 1750. Il avait nourri un désir secret de voyager en Angleterre et avait étudié la langue anglaise avant son arrivée à Londres. À l'automne 1751 il devint le tuteur des fils de Thomas et Susanna Hill, une riche famille du Shropshire, qui passait une partie de l'année à Londres. Lors d'un des séjours de la famille à Londres, Fletcher entendit parler des méthodistes et fit personnellement connaissance avec John et Charles Wesley, ainsi qu'avec sa future épouse, Mary Bosanquet.

## Ministère
En 1757, Fletcher est ordonné diacre (6 mars 1757) et pasteur (13 mars 1757) dans l'Église d'Angleterre, après avoir prêché son premier sermon à Atcham, il est nommé vicaire du révérend Rowland Chambre dans la paroisse de Madeley, Shropshire.
En plus d'exercer ses fonctions dans sa paroisse, il prêchait parfois avec John Wesley et l'aidait dans ses tâches dans ses chapelles londoniennes. En tant que prédicateur à part entière, mais aussi en tant que coadjuteur de Wesley, Fletcher est devenu connu comme un fervent partisan du réveil évangélique. Fletcher perçut un appel vocationnel de Dieu au ministère paroissial, et étant conduit par cet appel plutôt que par la tentation de la richesse et de l'influence, il refusa l'appel de la riche paroisse de Dunham, acceptant plutôt l'humble paroisse de Madeley, ville industrielle du Shropshire. Il avait développé un intérêt religieux et social sincère pour les gens de cette partie peuplée des West Midlands où il servit d'abord dans le ministère chrétien. Il vécut et travailla là pendant vingt-cinq ans (1760-1785), avec une dévotion et un zèle uniques, décrits par sa femme comme des « travaux sans pareils » dans l'épitaphe qu'elle fit écrire pour sa tombe de fer. Fletcher était dévoué à l'intérêt méthodiste pour le renouveau spirituel et le réveil, et s'est engagé auprès des Wesley par correspondance et en venant à leur aide en tant que théologien, tout en maintenant un engagement indéfectible envers l'Église d'Angleterre. En effet, une grande partie des écrits théologiques controversés de Fletcher affirment leur fondements dans les 39 articles, le livre de prière commune et les homélies de l'Église d'Angleterre. Pourtant, malgré tout son soutien à John Wesley et à ses sociétés méthodistes qui, dans de nombreux cas, sont entrés en tension avec le clergé de la paroisse, John Fletcher pensait que le modèle méthodiste fonctionnait mieux dans le système paroissial, et lui-même a mis en œuvre sa propre vision du méthodisme dans sa paroisse.
John Wesley avait choisi Fletcher pour diriger le mouvement méthodiste après son décès, mais Fletcher est décédé avant Wesley.

## Mariage
En 1781, Fletcher revint du continent où il était en convalescence à cause d'un grave trouble respiratoire. À son retour, il engagea une correspondance avec une femme qu'il avait rencontrée près de trente ans auparavant, Mary Bosanquet, qui, au début des années 1770, était devenue l'une des premières prédicatrices autorisées par John Wesley à prêcher. Fletcher et Bosanquet se sont rencontrés pour la première fois au milieu à la fin des années 1770 à la chapelle The Foundery. Quand ils se rencontrèrent, Fletcher avait envisagé de demander en mariage Bosanquet, mais pensa qu'elle était trop riche pour accepter sa proposition, et qu'il ferait mieux de se consacrer à Dieu. M. Fletcher et Mlle Bosanquet ont entretenu une correspondance en juin 1781, dans laquelle Fletcher a avoué qu'il l'avait admirée depuis leur rencontre. Fletcher et Bosanquet se sont mariés à l'église Batley dans le Yorkshire le 12 novembre 1781.
Fletcher fit des échanges de chaires avec le vicaire évangélique de Bradford, John Crosse, pour régler les affaires de sa femme dans le Yorkshire. Ils retournèrent ensemble à Madeley le 2 janvier 1782. Leur mariage devait être de courte durée, car Fletcher mourut moins de quatre ans plus tard, le 14 août 1785. Après sa mort, Mary Fletcher fut autorisée à continuer à vivre dans le presbytère par le nouveau vicaire, Henry Burton, un pasteur pluraliste qui était également le titulaire de la paroisse d'Atcham, près de Shrewsbury. Bien que John Wesley ait tenté de persuader Mme Fletcher de quitter Madeley pour un ministère avec les méthodistes à Londres, elle avait refusé, croyant qu'elle était appelée à poursuivre le travail de son défunt mari dans la paroisse. C'est à quoi elle se consacra durant les trente années suivantes. Elle est morte dans la paroisse et a été enterrée dans la tombe de son mari en décembre 1815.

## Théologie
Dans le domaine de la théologie, il a soutenu les doctrines arminiennes de l'expiation illimitée, du libre arbitre, et de l'élection conditionnelle, contre les doctrines calvinistes de l'expiation limitée et de l'élection inconditionnelle. Sa théologie arminienne est très clairement décrite dans ses fameux Checks to Antinomianism. Il tenta de confronter ses adversaires théologiques (et ceux de John Wesley) avec courtoisie et équité, bien que certains de ses contemporains l'aient jugé sévèrement pour ses écrits. Sa démission pour des raisons doctrinales de la surintendance (1768-1771) du collège de la comtesse de Huntingdon à Trevecca ne laissa aucun désagrément. Fletcher était caractérisé par une piété sainte, un dévouement rare et une vie irréprochable, et le témoignage de ses contemporains sur sa piété est unanime.
Bien que le sermon funèbre de Fletcher ait été prêché par son ami, le révérend Thomas Hatton, un ecclésiastique aux vues similaires d'une paroisse voisine, Wesley a écrit un sermon élégiaque dans les mois qui suivirent la mort de Fletcher, sur le thème du Psaume 37:37, « Mark the perfect man ». Il l'a décrit comme « une personne irréprochable à tous égards », l'homme le plus saint qu'il ait jamais rencontré et qu'on s'attendrait à rencontrer, « de ce côté de l'éternité ». Southey dit que, « aucun âge n'a jamais fourni un homme d'une piété plus fervente ou d'une charité plus parfaite, et aucune église n'a jamais possédé un ministre plus apostolique ». Sa renommée ne se limitait pas à son propre pays, car on dit que Voltaire, mis au défi de nommé un personnage aussi parfait que celui du Christ, mentionna aussitôt Fletcher de Madeley. Il ne reste à ce jour aucune édition complète de ses œuvres (Works) bien que diverses éditions de recueils de ses écrits aient été publiées pour la première fois après sa mort, d'abord en 1795, avec des éditions ultérieures en 1806, 1822, 1836, 1859–60, 1873 et 1883 (entre autres, y compris une réimpression du XXe siècle par Schmul Publishers).
Les plus notables de ses travaux publiés, écrits contre le calvinisme, furent ses Five Checks to Antinomianism, Scripture Scales et sa théologie pastorale, Portrait of St Paul. Plusieurs biographies ont été écrites, par John Wesley (1786); Luke Tyerman (1882); F. W. Macdonald (1885); J. Maratt (1902); également J. C. Ryle, dans Christian Leaders of the 18th Century.
La plupart des publications théologiques de Fletcher datent de la période entre 1770 et 1778, au moment du grand conflit entre Wesley, les méthodistes et les calvinistes britanniques (bien que, une grande partie de la pensée trouvée dans ces traités remonte aux premiers jours de son ministère en tant que Vicaire de Madeley). Lorsque les opposants calvinistes de Wesley, l'accusèrent lui d'avoir approuvé la justice par les œuvres, Fletcher démontra que ce n'était pas le cas. Au contraire, Fletcher répliqua que le propos de Wesley était une tentative d'attaquer l'antinomianisme dans l'Église britannique. La publication ultérieure de Fletcher, Checks to Antinomianism, soutint Wesley plus loin; ce fut le premier écrit théologique typiquement wesleyen publiée par quelqu'un d'autre que John ou Charles Wesley.
Fletcher a souvent écrit sur l'entière sanctification, qui a eu une influence sur les mouvements de sainteté du méthodisme, ainsi que sur le développement de la théologie pentecôtiste. John Wesley a influencé et a été influencé par les écrits de Fletcher au sujet de la perfection possible par la purification du cœur pour être rendu parfait dans l'amour.
Fletcher est devenu le systématiseur en chef de la théologie méthodiste. Se rapportant à la position de Wesley sur la souveraineté de Dieu en ce qui concerne la liberté humaine, Fletcher a développé une perspective historique particulière, embrassant une série de trois dispensations (périodes) dans lesquelles Dieu a travaillé uniquement dans la création. (Cela ne doit pas être confondu avec la théologie dispensationnelle, qui a été façonnée longtemps après la mort de Fletcher.) À travers ces dispensations, la souveraineté de Dieu s'est révélée non pas en termes de pouvoir ultime mais en termes d'un amour insondable. Fletcher a cherché à mettre l'accent sur la liberté humaine tout en la reliant fermement à la grâce de Dieu.

## Style d'écriture
Les écrits de Fletcher, bien que de nature sérieuse, affichent son esprit vif, parfois démontré par l'utilisation d'une satire intelligente. La forme typique pour construire ses arguments était un traité théologique écrit de manière épistolaire, bien qu'il ait utilisé la convention littéraire des « dialogues » hypothétiques socratiques, ainsi que l'écriture de sermons et de poésie, dont le poème le plus célèbre est La Grâce et la Nature. Son Portrait de St. Paul, écrit en français, et traduit et publié à titre posthume en anglais, s'inscrit bien dans le genre des livres de formation cléricale de l'époque.
Il écrivait généralement sur Dieu en termes de qualités morales divines plutôt qu'en termes de puissance ou de colère. Ses thèmes étaient : 
« 1. L'homme dépend totalement du don de salut de Dieu, qui ne peut être gagné mais seulement reçu; et 2. La religion chrétienne a un caractère personnel et moral impliquant des exigences éthiques envers l'homme et impliquant à la fois la capacité humaine et la responsabilité humaine. » 
Fletcher lui-même a résumé sa position théologique ainsi : 
« L'erreur des calvinistes rigides se situe dans le déni de cette liberté évangélique, par laquelle tous les hommes, sous diverses dispensations de grâce, peuvent sans nécessité choisir la vie [...] Et l'erreur des arminiens rigides consiste à ne pas rendre un hommage joyeux à la grâce rédemptrice, pour toute la liberté et le pouvoir que nous avons de choisir la vie, et de travailler à la justice depuis la chute [...] Pour éviter ces deux extrêmes, nous n'avons qu'à suivre la doctrine biblique du libre arbitre rétablie et assistée par le grace libérante. » 
Bien que toute la famille méthodiste utilise le travail de Fletcher, ses écrits ont trouvé une popularité particulière parmi les théologiens de la mouvement de sanctification.

## Œuvres
Ci-dessous on trouvera une sélection d'œuvres notables : 

### En anglais
- (en) John W. Fletcher, A vindication of the Rev. Mr. Wesley's last minutes, Bristol, William Pine, 1771
- (en) John W. Fletcher, An appeal to matter of fact and common sense Or a rational demonstration of man's corrupt and lost estate, Bristol, William Pine, 1772
- (en) John W. Fletcher, A third check to Antinomianism, Bristol, William Pine, 1772
- (en) John W. Fletcher, Logica Genevensis : or, a fourth check to Antinomianism, Bristol, William Pine, 1772
- (en) John W. Fletcher, Logica Genevensis continued : Or the first part of the fifth check to antinomianism, Bristol, Printed by R. Hawes, 1773
- (en) John W. Fletcher, The fictitious and the genuine creed : being "A creed for Arminians,", Londres, Printed by R. Hawes, 1775
- (en) John W. Fletcher, A vindication of the Rev. Mr. Wesley's "Calm address to our American colonies", Londres, Printed, and sold at the Foundry, 1775
- (en) John W. Fletcher, The last check to Antinomianism., Londres, Printed by R. Hawes, and sold at the foundery, and by J. Buckland, 1775
- (en) John W. Fletcher, The Bible and the sword : or, the appointment of the general fast vindicated : in an address to the common people ..., Londres, Printed by R. Hawes, 1776
- (en) John W. Fletcher, A reply to the principal arguments by which the Calvinists and the Fatalists support the doctrine of absolute necessity, Londres, Printed by R. Hawes, 1777
- (en) John W. Fletcher, The works of the Reverend John Fletcher, vol. 1 (4 volumes), New York, B. Waugh & T. Mason, 1833 (lire en ligne)
- (en) John W. Fletcher, The works of the Reverend John Fletcher, vol. 2 (4 volumes), New York, B. Waugh & T. Mason, 1833 (lire en ligne)
- (en) John W. Fletcher, The works of the Reverend John Fletcher, vol. 3 (4 volumes), New York, B. Waugh & T. Mason, 1833 (lire en ligne)
- (en) John W. Fletcher, The works of the Reverend John Fletcher, vol. 4 (4 volumes), New York, B. Waugh & T. Mason, 1833 (lire en ligne)

### En français
- Jean Guillaume de la Fléchère, La Louange, Poème Moral et Sacré tiré du Psaume 148, Nyon, Natthey et Lapierre, 1781 (lire en ligne)
- Jean Guillaume de la Fléchère, Essai sur la paix de 1783, par un pasteur anglican, Londres, R. Hindmarshe, 1784 (lire en ligne)
- Jean Guillaume de la Fléchère, Discours sur la régénération, suivi de trois autres discours, Genève, S. Guers, 1823 (lire en ligne)
- Jean Guillaume de la Fléchère, La Fléchère ; Sermons, Paris, Risler, 1836 (lire en ligne)
- Jean Guillaume de la Fléchère, Le grand privilège des croyants, Paris, Marc Aurèl frères, 1843 (lire en ligne)
- Jean Guillaume de la Fléchère, Six lettres sur la manifestation spirituelle du Fils de Dieu, Toulouse, Société des livres religieux, 1863 (lire en ligne)

## Sources
- (en) Earl Kent Brown, Women of Mr. Wesley's Methodism, New York, Edwin Mellen, 1983 (ISBN 978-0-88946-538-1)
- (en) Paul Wesley Chilcote, She Offered Them Christ : The Legacy of Women Preachers in Early Methodism, Eugene, O.R., Wipf and Stock, 1993 (ISBN 1-57910-668-4)
- (en) Hugh Chisholm, « Fletcher, John William », dans Encyclopædia Britannica, vol. 10, 1911 (lire en ligne), p. 498
- (en) Barbara Coulton, A Shropshire Squire; Noel Hill, First Lord Berwick, Shrewsbury, England, Swan Hill Press, Shrewsbury, 1989 (ISBN 1-85310-092-7)
- (en) Gordon Dickins, An Illustrated Literary Guide to Shropshire, Shrewsbury, Shropshire Libraries, 1987, 128 p. (ISBN 0-903802-37-6), p. 31
- (en) John W. Fletcher, The Portrait of St Paul : or, the True Model for Christians and Pastors, Shrewsbury, Printed and sold by J. and W. Eddowes, 1791
- (en) John W. Fletcher, Checks to Antinomianism, New York, J. Collard, 1837
- (en) Stephen Flick, « John William Fletcher (1729-1785) », sur Christian Heritage Fellowship, 2020 (consulté le 4 janvier 2020)
- (en) H. Moore, The life of Mrs. Mary Fletcher, consort and relict of the Rev. John Fletcher, Birmingham, J. Peart & Son, 1817
- (en) W. A. Sangster, Proceedings of the Ninth World Methodist Conference, Nashville, Methodist Publishing House, 1956, « Called to Be Saints »
- (en) Phillip Schaff, « FLETCHER, JOHN WILLIAM », dans The New Schaff-Herzog Encyclopedia of Religious Knowledge, vol. 4, New York, Funk and Wagnalls Company, 1909 (lire en ligne)
- (en) David Clarke Shipley, Methodist Arminianism in the Theology of John Fletcher [Thesis Ph.D. diss.], New Haven, 1942
- (en) John Wesley et Thomas Jackson, The Works of John Wesley (1872), vol. 1, Kansas City, Mo, Beacon Hill’s, 1979 (lire en ligne)
- (en) Wilson, « Thou Shal[t] Walk With Me in White: Afterlife and Vocation in the Ministry of Mary Bosanquet Fletcher », Wesley and Methodist Studies, Center for Process Studies, vol. 1,‎ 2009, p. 71-85
- (en) David Robert Wilson, Church and chapel : Parish ministry and Methodism in Madeley, c.1760-1785, with special reference to the ministry of John Fletcher., Manchester, University of Manchester, 2010

### En français
- John Wesley, Vie de Mr. de la Fléchère, de Nyon, pasteur de Madeley dans le Shropshire en Angleterre, Lausane, Hignou ain, 1826 (lire en ligne)

### En anglais
- (en) Margaret Allen, Fletcher of Madeley, Londres, Salvation Army, 1905 (lire en ligne)
- (en) Peter S. Forsaith, Unexampled Labours. Letters of the Revd John Fletcher to leaders in the Evangelical Revival, Peterborough, Epworth, 2008
- (en) John A. Knight, John William Fletcher and the Early Methodist Tradition [PhD diss.], Nashville, Vanderbilt University, 1966
- (en) Thomas A. Langford, Practical Divinity : Theology in the Wesleyan Tradition, Nashville, Abingdon, 1983, p. 50–53
- (en) Patrick Streiff, Reluctant Saint? A Theological Biography of Fletcher of Madeley, Peterborough, Epworth, 2001
- (en) Laurence W. Wood, The Meaning of Pentecost in Early Methodism : Rediscovering John Fletcher as John Wesley's Vindicator and Designated Successor, Lanham, Md, Scarecrow Press, 2009